# Gráfok lexikografikus szorzata

Gráfok lexikografikus szorzata.

A matematika, azon belül a gráfelmélet területén a G és H gráfok lexikografikus szorzata vagy gráfkompozíció egy gráfszorzás, olyan kétváltozós gráfművelet, amely gráfok rendezett párjaihoz egy új gráfot rendel. A G ∙ H vagy {\displaystyle G[H]} lexikografikus szorzat olyan gráf, melyre a következők igazak:
- G ∙ H csúcshalmaza megegyezik a V(G) × V(H) Descartes-szorzattal;
- két G ∙ H-beli csúcs, (u,v) és (x,y) pontosan akkor szomszédosak, ha u szomszédos x-szel G-ben vagy u = x és v szomszédos y-nal H-ban.

Ha a két gráf élrelációi rendezési relációk, akkor lexikografikus szorzatuk élrelációja éppen a megfelelő lexikografikus rendezés.
A lexikografikus szorzatot elsőként Felix Hausdorff (1914) tanulmányozta. Ahogy (Feigenbaum & Schäffer 1986) megmutatta, annak eldöntése, hogy egy gráf lexikografikus szorzatként előáll-e, a gráfizomorfizmus-problémával ekvivalens.

## Tulajdonságok
A lexikografikus szorzat általában nemkommutatív: G ∙ H ≠ H ∙ G. A diszjunkt unió művelettel együtt azonban disztributívak: (A + B) ∙ C = A ∙ C + B ∙ C.
Ezen kívül teljesít egy a komplementerképzéssel kapcsolatos azonosságot: C(G ∙ H) = C(G) ∙ C(H).
A lexikografikus szorzat függetlenségi száma könnyen adódik tényezőinek függetlenségi számaiból (Geller & Stahl 1975):
α(G ∙ H) = α(G)α(H).
A lexikografikus szorzat klikkszáma is multiplikatív:
ω(G ∙ H) = ω(G)ω(H).
A lexikografikus szorzat kromatikus száma megegyezik G frakcionális színezés szerinti b-szeres kromatikus számával, ahol b megegyezik H kromatikus számával:
χ(G ∙ H) = χb(G), ahol b = χ(H).
Két gráf lexikografikus szorzata pontosan akkor perfekt gráf, ha mindkét tényező perfekt (Ravindra & Parthasarathy 1977).

## Fordítás
- Ez a szócikk részben vagy egészben a Lexicographic product of graphs című angol Wikipédia-szócikk ezen változatának fordításán alapul.  Az eredeti cikk szerkesztőit annak laptörténete sorolja fel. Ez a jelzés csupán a megfogalmazás eredetét és a szerzői jogokat jelzi, nem szolgál a cikkben szereplő információk forrásmegjelöléseként.